# 2430 Bruce Helin
A 2430 Bruce Helin (ideiglenes jelöléssel 1977 VC) a Naprendszer kisbolygóövében található aszteroida. Eleanor F. Helin és Eugene Merle Shoemaker fedezte fel 1977. november 8-án.